# Australian Open 2017 – čtyřhra vozíčkářek
Čtyřhra vozíčkářek Australian Open 2017 probíhala ve druhé polovině ledna 2017. Do vozíčkářské soutěže melbournského grandslamu nastoupily čtyři páry. Obhájcem titulu byl pár Marjolein Buisová a Jui Kamidžiová, jehož členky nestartovaly společně. Buisová s nastoupila s Britkou Lucy Shukerovou, aby v semifinále podlehly pozdějším nizozemským šampionkám. Spoluhráčkou Kamidžiové se stala Nizozemka Diede de Grootová.
Vítězství si připsala nejvýše nasazená dvojice Jiske Griffioenová a  Aniek van Kootová z Nizozemska, která ve finále zdolala turnajové dvojky de Grootovou s Kamidžiovou po dvousetovém průběhu 6–3 a 6–2. Griffioenová tak vybojovala pátý grandslamový titul ze čtyřhry Australian Open a van Kootová třetí takový.

## Nasazení párů
1. Jiske Griffioenová /  Aniek van Kootová (vítězky)
2. Diede de Grootová /  Jui Kamidžiová (finále)

## Turnaj
| Legenda                                                       |                                                                        |                                                   |
| - Q – kvalifikant - WC – divoká karta - LL – šťastný poražený | - Alt – náhradník - SE – zvláštní výjimka - PR/SR – žebříčková ochrana | - w/o – bez boje - r – skreč - d – diskvalifikace |

### Pavouk
|  | Semifinále | Semifinále                           | Semifinále                       | Semifinále | Semifinále |                                          |   | Finále | Finále | Finále | Finále | Finále |
|  |            |                                      |                                  |            |            |                                          |   |        |        |        |        |        |
|  | 1          | Jiske Griffioenová Aniek van Kootová | 7                                | 6          |            |                                          |   |        |        |        |        |        |
|  |            | Marjolein Buisová Lucy Shukerová     | 5                                | 2          |            |                                          |   |        |        |        |        |        |
|  |            | Marjolein Buisová Lucy Shukerová     | 5                                | 2          | 1          | Jiske Griffioenová Aniek van Kootová     | 6 | 6      |        |        |        |        |
|  |            |                                      |                                  |            |            | Jiske Griffioenová Aniek van Kootová     | 6 | 6      |        |        |        |        |
|  |            | 2                                    | Diede de Grootová Jui Kamidžiová | 3          | 2          |                                          |   |        |        |        |        |        |
|  |            | 2                                    | Diede de Grootová Jui Kamidžiová | 3          | 2          | Sabine Ellerbrocková Katharina Krügerová | 3 | 1      |        |        |        |        |
|  |            |                                      |                                  |            |            | Sabine Ellerbrocková Katharina Krügerová | 3 | 1      |        |        |        |        |
|  | 2          | Diede de Grootová Jui Kamidžiová     | 6                                | 6          |            |                                          |   |        |        |        |        |        |